# Дагестанці в Україні
Дагестанці в Україні — представники корінних народів Дагестану, що проживають на території України. До них належать 10 основних народів Дагестану (аварці, даргинці, кумики, лезгини, лакці, табасарани, ногайці, рутульці, агули, цахури) та менші етнічні групи (андійці, ахвахці, багулали, бежтинці, ботліхці, гінухці, чамалинці, цези, що належать до аварців, та кайтагці та кубачинці, що належать до даргінців).
За переписом 2001 року, в Україні проживало 10 882 представника народів Дагестану, найбільше — у східних областях: Донецькій (1 967 осіб), Харківській (1 482 осіб), Дніпропетровській (1 318 осіб). Найбільш чисельними з дагестанських народів в Україні є лезгини (4 349 осіб), даргинці (1 610 осіб) та аварці (1 496 осіб).

## Історична динаміка
До 1930-х років дагестанці в УРСР були представлені виключно лезгинами та лакцями, причому на перших припадала абсолютна більшість — за переписом 1926 року 98,7% дагестанців України були лезгинами за національністю, і тільки 1,3% лакцями.
Під час індустріалізації 1930-х років багато вихідців з Дагестану почали оселятися на території України, зокрема аварці, кумики, даргінці, лакці та інші. Чисельність дагестанців в УРСР збільшилась у 7,6 разів, з 234 осіб у 1926 р. до 1 775 осіб у 1939 р. Лезгини продовжували залишатися найбільшим дагестанським народом в Україні, проте їх питома вага серед дагестанців скоротилася з майже 99% до 52%.
У 1940-50-ті роки кількість дагестанців в УРСР виросла більш ніж удвічі, до 3 823 осіб. Продовжувалась тенденція до зменшення питомої ваги лезгинів (з 52% у 1939 р. до 39% у 1959 р.) та збільшення — інших народів, особливо табасаранів, аварців, лакців та даргінців.
У 1960-1980-х роках дагестанське населення продовжувало зростати, причому темпи приросту постійну збільшуватися. Їх чисельність виросла до 4 387 осіб у 1970 р. (+15% порівняно з переписом 1959 р.) За переписом 1979 р. налічувалося вже 5 752 дагестанців (+31% порівняно з переписом 1970 р.) Особливо стрімке збільшення кількості дагестанців відбувалося у 1980-х роках, за переписом 1989 р. в УРСР налічувалося вже 12 418 представників народів Дагестану, що на 160% більше ніж під час перепису 1979 р. Найбільший приріст у 1980-і роки показали цахури (+903%), табасарани (+211%), рутульці (+188%), найменший — лакці (+56%) та ногайці (+33%)
Після розпаду СРСР та проголошення незалежності України динаміка суттєво змінилась. У рази скоротився міграційний притік дагестанського населення, збільшився відтік до Дагестану та інших регіонів Росії. Все це, а також погіршення демографічної ситуації в Україні, яке не оминуло і представників народів Дагестану, призвело до зменшення між переписами 1989 та 2001 рр. їх в Україні з 12 418 до 10 882, або на 12,4%.
Не зважаючи на загальне зменшення кількості дагестанських народів у 90-ті роки, чисельність шести з них збільшилась. Крім даргінців (+4%), це були переважно малі народи: табасарани (+5%), ногайці (+16%), рутульці (+83%), агули (+39%), цахури (+34%). Зменшення чисельності було характерне для великих етносів: аварців (-44%), кумиків (-17%), лезгинів (-10%) та лакців (-2%).
Динаміка чисельності дагестанських народів в Україні за переписами:
|                      | 1926 | 1939 | 1959 | 1970 | 1979 | 1989  | 2001  |
| Лезгини              | 231  | 921  | 1484 | 1708 | 2354 | 4810  | 4349  |
| Даргінці             | -    | 137  | 483  | 634  | 595  | 1550  | 1610  |
| Аварці               | -    | 248  | 714  | 893  | 1211 | 2677  | 1496  |
| Лакці                | 3    | 154  | 623  | 574  | 662  | 1035  | 1019  |
| Табасарани           | -    | 7    | 120  | 118  | 300  | 932   | 977   |
| Кумики               | -    | 260  | 295  | 324  | 313  | 868   | 718   |
| Ногайці              | -    | 48   | 87   | 84   | 248  | 331   | 385   |
| Рутульці             | -    | 48   | 2    | 1 5  | 26   | 75    | 137   |
| Агули                | -    | 48   | 15   | 12   | 37   | 78    | 108   |
| Цахури               | -    | 48   | -    | 25   | 6    | 62    | 83    |
| Загальна чисельність | 234  | 1775 | 3823 | 4387 | 5752 | 12418 | 10882 |
|                      |      |      |      |      |      |       |       |

Питома вага різних народів у загальній чисельності дагестанського населення
|                      | 1926  | 1939  | 1959  | 1970  | 1979  | 1989  | 2001  |
| Лезгини              | 98,7% | 51,9% | 38,8% | 38,9% | 40,9% | 38,7% | 40,0% |
| Даргінці             |       | 7,7%  | 12,6% | 14,5% | 10,3% | 12,5% | 14,8% |
| Аварці               |       | 14,0% | 18,7% | 20,4% | 21,1% | 21,6% | 13,7% |
| Лакці                | 1,3%  | 8,7%  | 16,3% | 13,1% | 11,5% | 8,3%  | 9,4%  |
| Табасарани           |       | 0,4%  | 3,1%  | 2,7%  | 5,2%  | 7,5%  | 9,0%  |
| Кумики               |       | 14,6% | 7,7%  | 7,4%  | 5,4%  | 7,0%  | 6,6%  |
| Ногайці              |       | 2,7%  | 2,3%  | 1,9%  | 4,3%  | 2,7%  | 3,5%  |
| Рутульці             |       | 2,7%  | 0,1%  | 0,3%  | 0,5%  | 0,6%  | 1,3%  |
| Агули                |       | 2,7%  | 0,4%  | 0,3%  | 0,6%  | 0,6%  | 1,0%  |
| Цахури               |       | 2,7%  |       | 0,6%  | 0,1%  | 0,5%  | 0,8%  |
| Загальна чисельність | 234   | 1775  | 3823  | 4387  | 5752  | 12418 | 10882 |
|                      |       |       |       |       |       |       |       |

## Розселення
Найчисельнішим дагестанським народом в Україні є лезгини. Етнічними лезгинами є 40% дагестанців Україні, попри те, що за чисельністю вони поступаються аварцям, а у самому Дагестані становлять лише 13,3% населення і є тільки 4-м за чисельністю етносом, поступаючись аварцям (29,4%), даргінцям (17,0%) та кумикам (14,9%).
У більшості регіонів України найбільшим дагестанським народом є лезгини, за винятком деяких областей з незначним дагестанським населенням і де найбільшими етносами є:
- даргінці — Волинська, Черкаська, Львівська області
- табасарани — Полтавська область
- лакці — Київська область
- аварці — Рівненська область

Крім того, у Вінницькій області зафіксовано рівну кількість лезгинів та даргінців (по 30 осіб), а у Криму майже рівну кількість лезгинів та ногайців (246 та 245 осіб відповідно)
Чисельність дагестанських народів у регіонах України за переписом 2001 р.
| Область                   | загальна чисельність народів Дагестану | лезгини | даргінці | аварці | лакці | табасарани | кумики | ногайці | рутульці | агули | цахури |
| Донецька область          | 1967                                   | 1129    | 148      | 271    | 107   | 149        | 74     | 24      | 29       | 30    | 6      |
| Харківська область        | 1482                                   | 724     | 96       | 178    | 158   | 227        | 68     | 7       | 19       | 3     | 2      |
| Дніпропетровська область  | 1318                                   | 402     | 386      | 173    | 81    | 48         | 159    | 8       | 31       | 8     | 22     |
| Автономна Республіка Крим | 826                                    | 246     | 60       | 100    | 61    | 29         | 65     | 245     | 15       | 2     | 3      |
| Одеська область           | 787                                    | 300     | 179      | 126    | 52    | 34         | 47     | 30      | 9        | 6     | 4      |
| м. Київ                   | 767                                    | 198     | 133      | 111    | 149   | 28         | 118    | 2       | 7        | 13    | 8      |
| Луганська область         | 746                                    | 294     | 156      | 146    | 29    | 59         | 27     | 6       | 3        | 18    | 8      |
| Запорізька область        | 632                                    | 215     | 66       | 73     | 34    | 170        | 27     | 10      | 7        | 15    | 15     |
| Київська область          | 404                                    | 102     | 30       | 39     | 204   | 8          | 7      | 2       | 3        | 1     | 8      |
| Полтавська область        | 288                                    | 76      | 48       | 45     | 25    | 77         | 12     | 2       | 0        | 3     | 0      |
| Миколаївська область      | 228                                    | 112     | 27       | 43     | 11    | 6          | 24     | 3       | 1        | 0     | 1      |
| Херсонська область        | 183                                    | 67      | 10       | 34     | 13    | 18         | 10     | 20      | 9        | 1     | 1      |
| Сумська область           | 145                                    | 49      | 15       | 25     | 20    | 17         | 16     | 1       | 1        | 0     | 1      |
| Черкаська область         | 143                                    | 47      | 62       | 15     | 6     | 4          | 4      | 0       | 0        | 5     | 0      |
| м. Севастополь            | 138                                    | 67      | 8        | 19     | 12    | 14         | 13     | 5       | 0        | 0     | 0      |
| Львівська область         | 132                                    | 21      | 74       | 8      | 12    | 7          | 3      | 6       | 1        | 0     | 0      |
| Кіровоградська область    | 128                                    | 63      | 16       | 3      | 6     | 35         | 5      | 0       | 0        | 0     | 0      |
| Вінницька область         | 101                                    | 30      | 30       | 11     | 9     | 7          | 3      | 9       | 0        | 1     | 1      |
| Чернігівська область      | 91                                     | 40      | 10       | 13     | 2     | 17         | 5      | 1       | 0        | 1     | 2      |
| Житомирська область       | 88                                     | 43      | 1        | 12     | 14    | 9          | 8      | 0       | 0        | 1     | 0      |
| Хмельницька область       | 70                                     | 35      | 5        | 11     | 6     | 2          | 8      | 2       | 1        | 0     | 0      |
| Волинська область         | 51                                     | 19      | 23       | 5      | 2     | 0          | 2      | 0       | 0        | 0     | 0      |
| Закарпатська область      | 49                                     | 30      | 2        | 6      | 0     | 3          | 6      | 0       | 1        | 0     | 1      |
| Рівненська область        | 49                                     | 6       | 13       | 19     | 0     | 8          | 3      | 0       | 0        | 0     | 0      |
| Тернопільська область     | 27                                     | 9       | 7        | 4      | 4     | 1          | 2      | 0       | 0        | 0     | 0      |
| Чернівецька область       | 24                                     | 17      | 1        | 4      | 0     | 0          | 2      | 0       | 0        | 0     | 0      |
| Івано-Франківська область | 18                                     | 8       | 4        | 2      | 2     | 0          | 0      | 2       | 0        | 0     | 0      |
| Україна                   | 10882                                  | 4349    | 1610     | 1496   | 1019  | 977        | 718    | 385     | 137      | 108   | 83     |

Найбільш компактним населення серед дагестанських народів України характеризуються ногайці — майже 64% їх представників мешкають у одному регіоні — Автономній Республіці Крим. Інші народи розселені більш рівномірно, з найвищою концентрацією у східних областях та найнижчою — у західних.
Регіони з найбільшою кількістю представників народів Дагестану:
- Лезгини — Донецька 1129 (26,0%), Харківська 724 (16,6%), Дніпропетровська 402 (9,2%)
- Даргінці — Дніпропетровська 386 (24,0%), Одеська 179 (11,1%), Луганська 156 (9,7%)
- Аварці — Донецька 271 (18,1%), Харківська 178 (11,9%), Дніпропетровська 173 (11,6%)
- Лакці — Київська 204 (20,0%), Харківська 158 (15,5%), м. Київ 149 (14,6%)
- Табасарани — Харківська 227 (23,2%), Запорізька 170 (17,4%), Донецька 149 (15,3%)
- Кумики — Дніпропетровська 159 (22,1%), м. Київ 118 (16,4%), Донецька 74 (10,3%)
- Ногайці — Крим 245 (63,6%), Одеська 30 (7,8%), Донецька 24 (6,2%)
- Рутульці — Дніпропетровська 31 (22,6%), Донецька 29 (21,2%), Харківська 19 (13,9%)
- Агули — Донецька 30 (27,8%), Луганська 18 (16,7%), Запорізька 15 (13,9%)
- Цахури — Дніпропетровська 22 (26,5%), Запорізька 15 (18,1%), Київська, Луганська та м. Київ по 8 (9,6%)

Чисельність дагестанських народів у макрорегіонах за переписом 2001 р.
|                                        | Схід | Південь | Центр | Захід |
| Загальна чисельність народів Дагестану | 6145 | 2162    | 2225  | 350   |
| Лезгини                                | 2764 | 792     | 683   | 110   |
| Даргінці                               | 852  | 284     | 350   | 124   |
| Аварці                                 | 841  | 322     | 285   | 48    |
| Лакці                                  | 409  | 149     | 441   | 20    |
| Табасарани                             | 653  | 101     | 204   | 19    |
| Кумики                                 | 355  | 159     | 186   | 18    |
| Ногайці                                | 55   | 303     | 19    | 8     |
| Рутульці                               | 89   | 34      | 12    | 2     |
| Агули                                  | 74   | 9       | 25    | 0     |
| Цахури                                 | 53   | 9       | 20    | 1     |

Частка макрорегіонів у чисельності дагестанських народів за переписом 2001 р.
|                                        | Схід  | Південь | Центр | Захід |
| Загальна чисельність народів Дагестану | 56,5% | 19,9%   | 20,4% | 3,2%  |
| Лезгини                                | 63,6% | 18,2%   | 15,7% | 2,5%  |
| Даргінці                               | 52,9% | 17,6%   | 21,7% | 7,7%  |
| Аварці                                 | 56,2% | 21,5%   | 19,1% | 3,2%  |
| Лакці                                  | 40,1% | 14,6%   | 43,3% | 2,0%  |
| Табасарани                             | 66,8% | 10,3%   | 20,9% | 1,9%  |
| Кумики                                 | 49,4% | 22,1%   | 25,9% | 2,5%  |
| Ногайці                                | 14,3% | 78,7%   | 4,9%  | 2,1%  |
| Рутульці                               | 65,0% | 24,8%   | 8,8%  | 1,5%  |
| Агули                                  | 68,5% | 8,3%    | 23,1% | -     |
| Цахури                                 | 63,9% | 10,8%   | 24,1% | 1,2%  |

## Мова
Більшість представників народів Дагестану під час перепису 2001 р. назвали рідною мовою російську (51,2%), тоді як мову своєї національності назвали рідною тільки 34,2%, українську 11,2%, іншу 2,7%.
Тільки серед ногайців та табасаранів більшість (59% та 49% відновідно) назвали рідною мову своєї національноссті, тоді як серед інших національностей більшість назвали рідною російську — від 49% серед кумиків та агулів до 58 — 59% серед даргінців та рутульців.
Найбільш асимільованими народами є лакці, цахури та агули — менш 20% їх представників назвали рідною мову своєї національності.
|                     | чисельність | мова своєї національності | російська | українська | інша |
| Лезгини             | 4349        | 1507                      | 2341      | 330        | 148  |
| Даргінці            | 1610        | 409                       | 955       | 199        | 36   |
| Аварці              | 1496        | 582                       | 761       | 121        | 32   |
| Лакці               | 1019        | 199                       | 514       | 271        | 10   |
| Табасарани          | 977         | 482                       | 356       | 114        | 22   |
| Кумики              | 718         | 244                       | 350       | 111        | 13   |
| Ногайці             | 385         | 227                       | 130       | 12         | 5    |
| Рутульці            | 137         | 36                        | 80        | 12         | 9    |
| Агули               | 108         | 20                        | 53        | 28         | 5    |
| Цахури              | 83          | 16                        | 31        | 16         | 16   |
| Дагестанські народи | 10882       | 3722                      | 5571      | 1214       | 296  |
|                     |             |                           |           |            |      |

|                     | чисельність | мова своєї національності | російська | українська | інша  |
| Лезгини             | 4349        | 34,7%                     | 53,8%     | 7,6%       | 3,4%  |
| Даргінці            | 1610        | 25,4%                     | 59,3%     | 12,4%      | 2,2%  |
| Аварці              | 1496        | 38,9%                     | 50,9%     | 8,1%       | 2,1%  |
| Лакці               | 1019        | 19,5%                     | 50,4%     | 26,6%      | 1,0%  |
| Табасарани          | 977         | 49,3%                     | 36,4%     | 11,7%      | 2,3%  |
| Кумики              | 718         | 34,0%                     | 48,7%     | 15,5%      | 1,8%  |
| Ногайці             | 385         | 59,0%                     | 33,8%     | 3,1%       | 1,3%  |
| Рутульці            | 137         | 26,3%                     | 58,4%     | 8,8%       | 6,6%  |
| Агули               | 108         | 18,5%                     | 49,1%     | 25,9%      | 4,6%  |
| Цахури              | 83          | 19,3%                     | 37,3%     | 19,3%      | 19,3% |
| Дагестанські народи | 10882       | 34,2%                     | 51,2%     | 11,2%      | 2,7%  |
|                     |             |                           |           |            |       |